# Tub de càmera

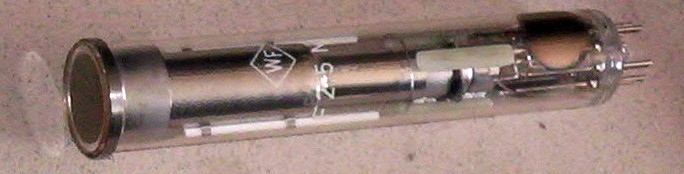
Imatge d'un tub de càmera

El tub de càmera és una part d'una càmera de televisió on es produeix la transformació de la imatge òptica de l'escena encuadrada en un senyal elèctric. La continuada evolució assolida fins a l'actualitat per la televisió ha siguit possible gràcies a l'aparició de tubs de càmera successivament millorats. Podria escriure's una història de la tecnologia televisiva tenint com a referència la transformació des del principa iconoscopi fins a les càmeres modernes del tipus CCD la característica destacable del qual és, precisament, la eliminació del tub convencional. La tecnologia del tub empreat influeix, decisivament, en la calitat del sistema de televisió.
En principi, existeixen dos tipus de tubs, els que proporcionen una tensió quan sobre la seva pantalla incideixen raigs lluminosos (tubs fotoemissors) i els que modifiquen la seva resistència elèctrica en funció de la intensitat lluminosa que reben (tubs fotoconductors).
Avui en dia, quan totes les emissions de televisió es realitzen en color tots els tubs emprats estan basats en basats en l'efecte fotoconductor. La tecnologia dels tubs fotoemissors (maxim exponets dels quals és l'orticó) ha quedat antiquada. Prèviament al orticó d'imatge, van aparèixer tubs basats en l'efecte fotoconductor, el vidicón, plumbicón, leddicón, saticón i altres que, definitivament, van resultar més idonis per la captació d'imatges en color.

## Funcionament
Les diferents parts d'aquesta part de la càmera estan contenides en una ampolla de vidre en la qual s'ha fet el buit, d'una llargària que oscila entre els 10 i 20 centímetres. En la part frontal d'aquest tub, trobem una placa de material fotosensible, en la qual es projecta la imatge que es va a transmetre. A l'altre extrem del tub, hi ha un canó electrònic que dirigeix un feix d'electrons cap a la placa de senyal. Envoltant el tub hi ha un bobina d'enfoc i unes altres dos de desviació, que fan que el feix electrònic explori la placa de senyal. D'aquesta manera, la placa transforma la llum incident en un senyal d'imatge que es pot portar al transmissor.

## Característiques tècniques
- La seva mida. Són freqüents els que tenen un format d'una polzada per l'ús als estudis i 2/3 polzades en equips més lleugers. Existeixen els de 1/2 polzades per a càmeres domèstiques i de 1/4 polzades per les grans càmeres dels estudis.
- L'arrossegament fotoconductiu o persistència. Al igual que existeix, en l'ull humà, la persistència de la retina (l'anomenada persistència visual) que origina el que les imatges vistes romanguin gravades un instant després d'haver estat retirades, en els materials fotoconductors succeeix quelcom semblant i tarden un temps en tornar al seu estat inicial després d'haver desaparegut l'estímul lluminós. Aquest fenomen origina una superposició de la imatge anterior amb la posterior, efecte especialment molest si les imatges estan en moviment. Els tubs més moderns han aconseguit minimitzar aquest efecte.
- Poder resolutiu. És la capacitat d'un tub per discriminar i reproduir detalls fins de la imatge i està relacionat amb la distribució en partícules lo més petites diminutes possible del material que compon el mosaic fotosensible.
- Sensibilitat. És la característica que permet treballar en condicions de baixa lluminositat. En aquest terreny els avenços han sigut espectaculars, existint en l'actualitat, tubs amb el que és possible treballar amb valors de molt escassos lux (unitat fotomètrica).
- Resposta a l'espectre. És la relació existent entre el senyal de vídeo de sortida i la radiació lluminosa d'entrada mesurada en longitud d'ona. La situació ideal és que la resposta espectral s'assembli en la major mesura possible a la resposta de l'ull humà.
- Arrossegament de feix. Quan sobre un tub incideixen elevats nivells de llum o, per lo contrari, molt baixos nivells lluminosos, poden quedar, rere el pas explorador del feix llençat pel canyó d'electrons, zones amb carga positiva no neutralitzada l'efecte del qual és el d'una alteració sobre la imatge real que capta l'objectiu.
- Corrent d'obscuritat. Quan el tub analitza una imatge negra, no hi hauria d'haver cap corrent de sortida. La realitat és que sempre existeixen, encara que siguin mínims, uns valors de sortida.
- Flare. Les reflexions de la llum en la cara frontal del tub poden provocar una elevació del nivell de negres del senyal segons la brillantor de l'escena. Això es tradueix en un increment accentuat de la relació de contrast que ja és de per sí, en televisió, bastant elevat. El flare fa perdre matisos de l'escena accentuant la claredat de les escenes lluminoses i ennegrint exageradament les escenes fosques.
- Característica de transferència. Demostra la linealitat o no linealitat de la senyal de sortida del tub respecte a la quantitat de llum present en l'escena. La tendència és afavorir la linealitat, és a dir, es procura que el senyal de sortida augmenti escalonadament conforme s'incrementi la llum de l'escena enquadrada.[1]